# Іллірик (римська провінція)

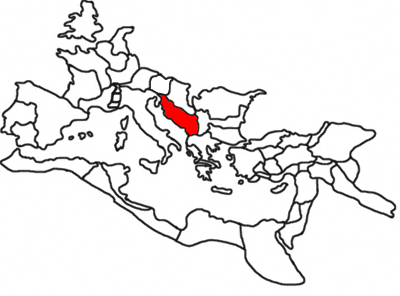
Римська провінція Іллірик

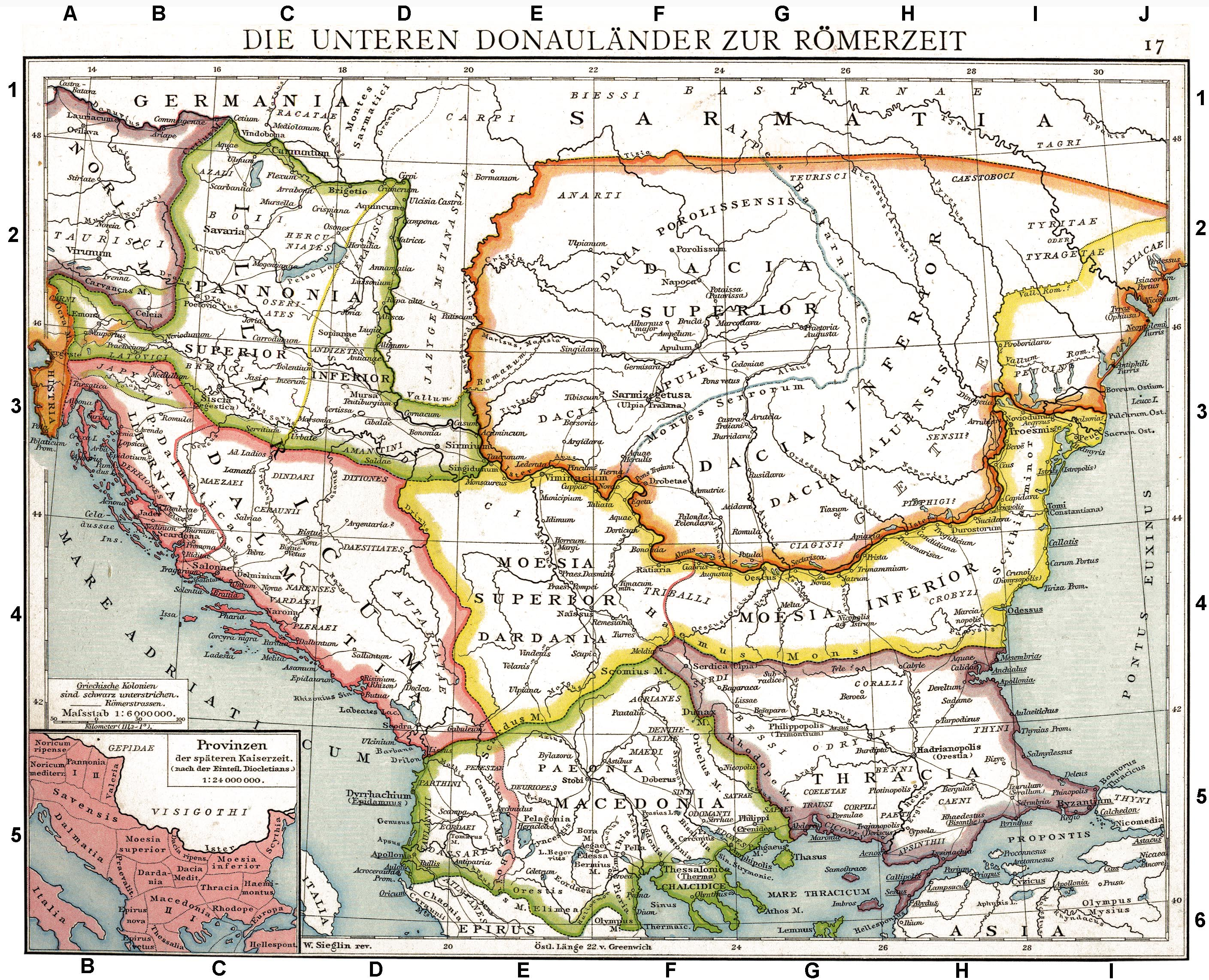
Римські провінції на Балканах.

Іллі́рик (лат. Illyricum) — провінція Римської республіки заснована на місці Іллірійського царства. Вона тягнулася від річки Дрин в сучасній Албанії до Істрії на півночі сучасної Хорватії і річки Сава в Боснії і Герцеговині. Центром провінції було місто Солін (лат. salonae), розташоване недалеко від сучасного міста Спліт в Хорватії.
Іллірія була переможена в 168 до нашої ери, коли римляни перемогли військо іллірійського царя Гентія. З 167 до нашої ери південна частина Іллірії стала формально незалежним царством під протекторатом Риму.
Цей регіон мав важливе стратегічне і економічне значення для Риму На іллірійському узбережжі розташовувалося декілька крупних торговельних портів, а у внутрішніх землях вівся видобуток золота. У Іллірії також починалася Егнатієва дорога, що сполучала Діррахій (сучасний Дуррес) на адріатичному узбережжі і Візантій на узбережжі Мрамурового моря.
У 59 до нашої ери на підставі закону Ватінія Іллірія була перетворена на римську провінцію Іллірик і разом з Цизальпійською Галлією віддана Цезарю, як проконсулу.
Провінція Іллірик збільшувалася у міру розширення римської держави в серії війн, відомих як Паннонські війни (лат. bellum Pannonicum) проти паннонських племен. У 10 році, після повстання Бато (лат. bellum Batonianum) 6-9 років провінція Іллірик була розділена на дві частини: Паннонія на півночі і Далмація на півдні.
Назву «Іллірик» продовжували використовувати щодо до цього регіону, і пізніше воно було застосоване імператором Діоклетіаном до утвореної їм преторіанської префектури Іллірик, в яку входили Паннонія, Норік, Крит і весь Балканський півострів, за винятком Фракії.